# تشري هينتون (كامبريدجشير)
تشري هينتون (بالإنجليزية: Cherry Hinton)‏ هي قرية تقع في المملكة المتحدة في إنجلترا. يقدر عدد سكانها بـ 8,303 نسمة .